# Gölshausen
Gölshausen ist seit 1975 ein Ortsteil der Großen Kreisstadt Bretten in Baden-Württemberg mit rund 2000 Einwohnern und liegt auf einer Höhe von 200 m ü. NN.

## Geographie
Gölshausen liegt nordöstlich der Brettener Stadtmitte in der Region Kraichgau-Stromberg. Vom Gölshäuser Bahnhof sind Karlsruhe, Heilbronn und Öhringen direkt sowie Bruchsal und Mühlacker mit Umstieg am Bahnhof Bretten zu erreichen. Die Stadtbahnlinie S4 der AVG verbindet das Dorf alle 20 Minuten mit der Großstadt Karlsruhe innerhalb von 40 Minuten, der stündlich fahrende RE45 der DB Regio braucht 26 Minuten für die Strecke zum Karlsruhe Hauptbahnhof.

## Geschichte
Am 1. Januar 1975 wurde Gölshausen in die Stadt Bretten eingegliedert.